# پورشه ۹۶۴
پورشه ۹۶۴ (Porsche ۹۶۴) خودرویی است که در سال‌های ۱۹۸۹–۱۹۹۴> ۶۲،۱۷۲ builtتولید شده‌است.
این خودرو در کلاس خودرو اسپورت قرار گرفته، طراحی آن خودروهای موتور عقب-محور عقب و خودروهای موتور عقب-چهار چرخ متحرک بوده است. سیستم جعبه‌دندهٔ آن ۵ دنده به دو صورت خودکار و دستی است.